# جوزيف جوستين
جوزيف جوستين هو فيلسوف كندي، ولد في 1967.